# Paro Internacional de Mujeres 2018

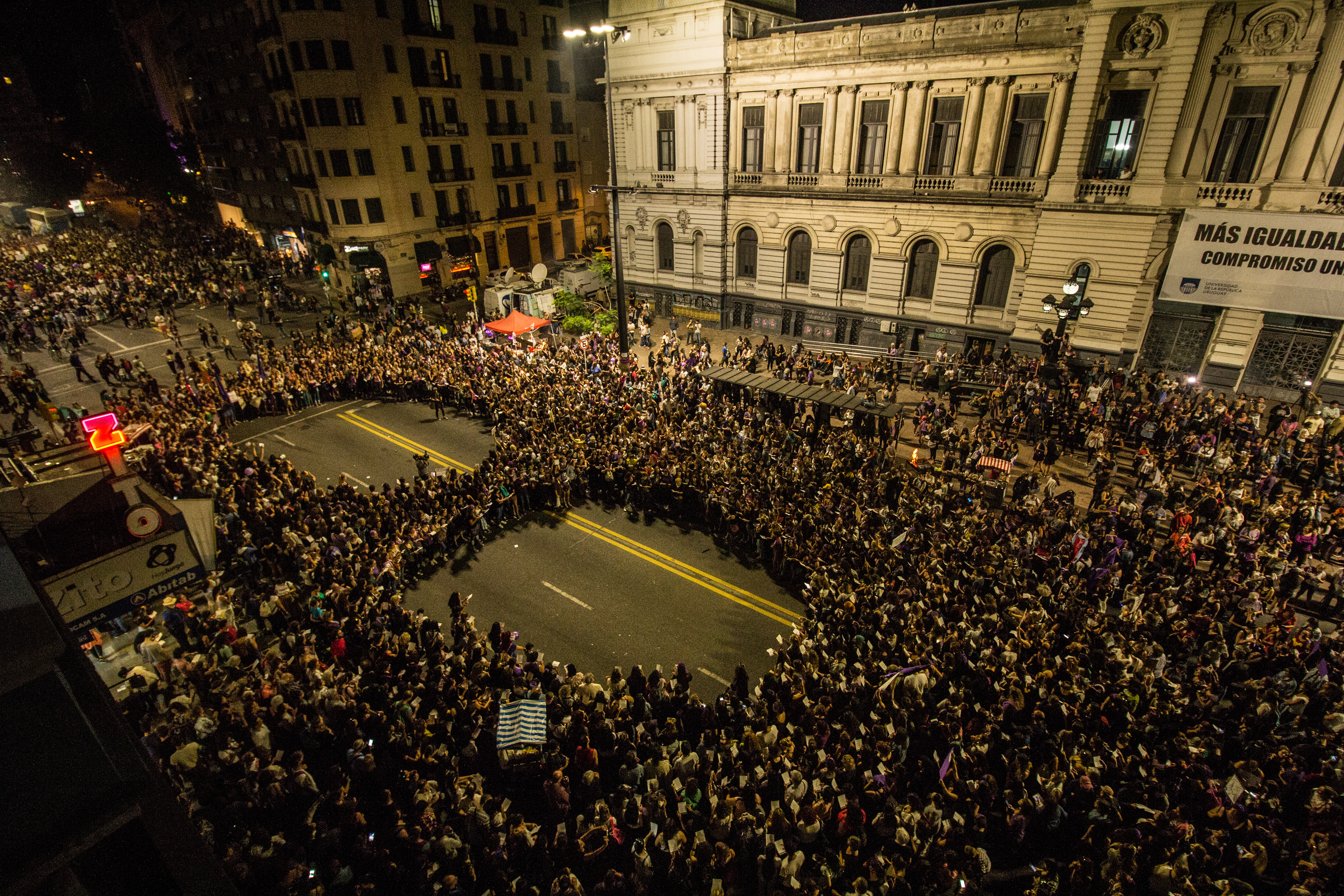
Movilización del Paro Internacional de Mujeres 2018 en Montevideo.

El Paro Internacional de Mujeres o Huelga Internacional Feminista del 8-M fue una movilización que tuvo lugar el 8 de marzo de 2018, en el Día Internacional de la Mujer Trabajadora/Día Internacional de la Mujer. Fue convocada por organizaciones feministas y aliadas de la lucha por los derechos de las mujeres en todo el mundo. Se produjo la adhesión de más de 170 países y una gran cantidad de actividades locales relacionadas.
La movilización fue motivada por la lucha contra la violencia machista, la desigualdad de género y las distintas formas de opresión contra las mujeres. La acción internacional simultánea tuvo el objetivo de visibilizar la situación de explotación de las mujeres en el ámbito del trabajo, la reproducción social y el trabajo reproductivo.

## Antecedentes
Un primer antecedente histórico de paro nacional convocado por el movimiento de mujeres tuvo lugar en Islandia, el 24 de octubre en 1975, del cual participaron trabajadoras remuneradas y amas de casa. En un aniversario de esa huelga, el 24 de octubre de 2016, las trabajadoras islandesas dejaron sus puestos de trabajo dos horas y veintidós minutos antes de lo previsto como forma de hacer visible la brecha salarial entre hombres y mujeres.
El 8 de marzo de 2000 la Campaña Internacional por un Salario para el Trabajo en el Hogar convocó la primera Huelga Mundial de las Mujeres reivindicando otorgar a las mujeres justicia por su contribución no reconocida en la fuerza de trabajo. La convocatoria fue especialmente activa internacionalmente en el 2000-2001.
El 3 de octubre de 2016 se realizó una protesta masiva en Polonia, bautizada como "lunes negro", contra un proyecto de ley que criminalizaba el aborto, incluyendo el aborto espontáneo y la interrupción del embarazo como consecuencia de una violación. La gran repercusión de esta protesta frenó la ley en el parlamento polaco. El 19 de octubre del 2016, en Argentina, integrantes del movimiento Ni Una Menos y de otras organizaciones feministas convocaron a un paro de una hora y a diversas movilizaciones, tras una semana en la que hubo 7 feminicidios. El 21 de enero de 2017 en Estados Unidos se celebró la Marcha de las Mujeres en Washington. 
En este marco de manifestaciones masivas en distintos países, las activistas polacas comenzaron a conectarse y coordinar acciones con movimientos similares de otros países, sumándose inicialmente Israel, Italia, Corea del Sur, Rusia, Irlanda, Brasil y México para conformar un grupo impulsor del primer Paro Internacional de Mujeres.
El 8 de marzo de 2017 tuvo lugar el primer Paro Internacional de Mujeres, tuvo presencia en más de 50 países y 200 ciudades alrededor del mundo. El 25 de noviembre de 2017 tuvieron lugar importantes manifestaciones por el Día Internacional de la Eliminación de la Violencia contra la Mujer en varios países, así como una masiva respuesta a la convocatoria de la Women's March 2018 en Estados Unidos. Estas movilizaciones son consideradas por activistas como antecedentes para una segunda convocatoria global al paro internacional de mujeres.
Posteriormente en octubre de 2017, en la 3.ª Conferencia Mundial de Mujeres de la CSI/Asamblea de Organización de Mujeres que reúne a 200 mujeres sindicalistas del mundo, celebrada en Costa Rica, representantes sindicales de América Latina, especialmente de Argentina y Brasil piden a los sindicatos participar en la convocatoria del segundo Paro Internacional de Mujeres del 8 de marzo de 2017.

## Paro Internacional de Mujeres 2018

### Convocatoria
Bajo lemas como #NosParamos, #WeStrike, «Si nuestras vidas no valen, produzcan sin nosotras», «Eso que llaman amor es trabajo no pago», los movimientos feministas convocaron a un paro laboral, estudiantil, de cuidados y de consumo. El llamamiento incluyó a mujeres asalariadas y no asalariadas, de todas las orientaciones e identidades sexuales.
Una de las principales reivindicaciones fue por una sociedad libre de violencia machista, cuya manifestación más visible es la agresión y asesinato de mujeres por el solo hecho de ser mujeres. También se reivindicaron los derechos laborales de las mujeres, afectados por la precarización, la desigualdad salarial y el acoso sexual en el lugar de trabajo. Asimismo, se denunciaron la pobreza, la violencia racial, la persecución a inmigrantes y los recortes de programas sociales y de salud.

### Organización
Las movilizaciones del 8 de marzo de 2018 fueron preparadas en más de 70 países por múltiples organizaciones, colectivos y activistas a nivel nacional y local. A nivel global, estas movilizaciones fueron articuladas por coaliciones como la Internacional Feminista y Paro Internacional de Mujeres (International Women Strike).
En decenas de ciudades se realizaron asambleas preparatorias con el fin de organizar marchas y otras acciones. Estas asambleas no respondieron a una organización centralizada y fueron convocadas a nivel local, generalmente en espacios públicos como plazas, con convocatorias que fueron desde algunas decenas a más de mil participantes, como la que tuvo lugar en Buenos Aires el 8 de febrero de 2018.
Los sindicatos respaldaron el paro en algunos países, aunque la modalidad de este respaldo fue un tema de debate. Mientras que algunos sectores del sindicalismo alegaban que una huelga no podía legalmente distinguir entre sexos, el movimiento feminista sostuvo que solamente las mujeres debían parar. Desde esta perspectiva, los hombres debían acompañar, asumiendo las tareas laborales y de cuidados que quedaran sin atención, y participar con otro tipo de acciones que contribuyeran a visibilizar el protagonismo de las mujeres. En España, CNT, CGT, CIG, CoBas y otros sindicatos no mayoritarios convocaron huelga general de 24 horas, por lo que dieron cobertura legal para poderla realizar en todos los centros de trabajo durante todo el día. Por otro lado, UGT y CCOO convocaron paros parciales de 2 horas por la mañana y dos horas por la tarde; y USO cuatro horas al mediodía . Parte de la patronal los acusó de secundar una huelga política, pero no los llevaron ante la Justicia.

#### Movimiento "Las periodistas paramos"

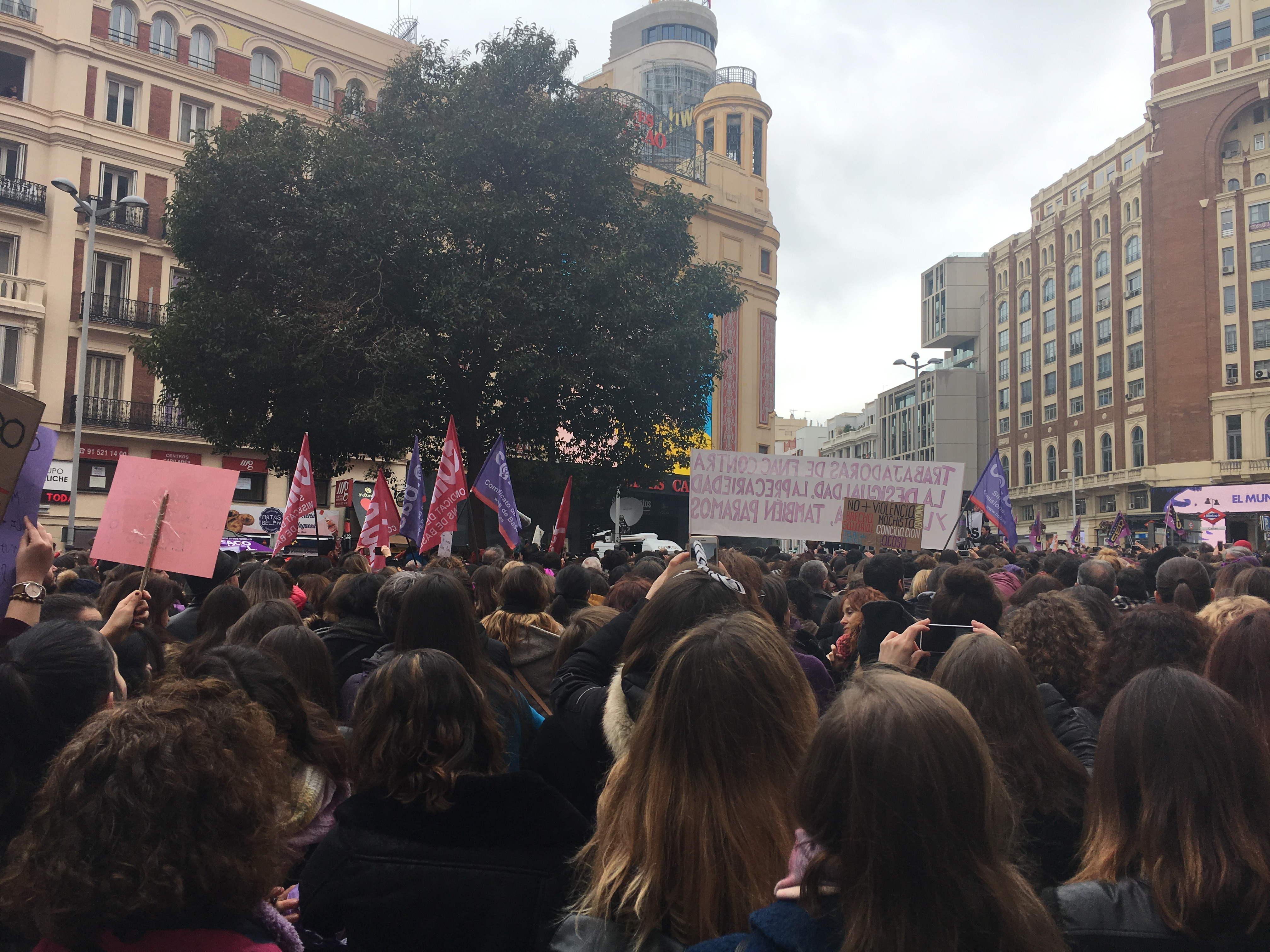
Lectura del manifiesto 8 de marzo de 2018 Plaza de Callao Madrid

En España a principios de marzo se inició de manera espontánea un movimiento de mujeres periodistas con el lema "Las periodistas paramos" que en pocos días logró el apoyo de más de 5.000 mujeres profesionales de los medios de comunicación. El movimiento denuncia de manera específica la brecha salarial que sufren las mujeres en el sector, el techo de cristal, la precariedad y los niveles de temporalidad superiores que sufren las mujeres periodistas en relación con sus compañeros, el acoso sexual y laboral y reclama la corresponsabilidad en los cuidados. También anima a colectivos de mujeres periodistas de otros países a realizar su propio manifiesto.
El 8 de marzo convocó a la lectura del manifiesto en la Plaza Callao de Madrid a las puertas del Palacio de la Prensa. La concentración contó con la participación de varios centenares de mujeres periodistas de los principales medios españoles. También se convocó en otras ciudades españolas: Barcelona, Bilbao, Granada, Cádiz, Valencia, Sevilla o León.
En el texto explican que conscientes de la "relevancia social" del trabajo que desempeñan, muestran su preocupación por "la visión parcial de la realidad que tantas veces ofrecen los medios y en la que falta la presencia y aportaciones de las mujeres". "El feminismo también es necesario para mejorar el periodismo", destacan.
Por esta razón, las profesionales que han impulsado el manifiesto reivindican a los medios de comunicación y empresas periodísticas que tomen medidas en campos como la brecha salarial, frente a la que exigen "transparencia salarial y una revisión de categorías, complementos y criterios profesionales".

## Reivindicaciones del 8M
La igualdad política y civil, igualdad ante la ley, igualdad salarial, derecho al trabajo, derecho a la educación, igualdad de oportunidades e igualdad de resultados de la mujer respecto al hombre constituye el núcleo general de las reivindicaciones mundiales que tiene una expresión propia en cada país dependiendo de su situación sociopolítica. Así se reivindican, como parte de los derechos humanos, los derechos reproductivos (acceso a la planificación familiar y los métodos anticonceptivos y derecho al aborto), libertad sexual (diversidad sexual, LGBT), etc. Se reclama el fin de la violencia machista (agresiones, humillaciones, marginaciones o exclusiones, violaciones, asesinatos de mujeres) y la adopción de medidas legales, políticas y educativas para proteger a las mujeres. Se denunció la brecha salarial entre hombres y mujeres reclamando la igualdad salarial para el mismo puesto de trabajo. Se reivindicó el trabajo reproductivo (trabajo doméstico y trabajo de cuidados) fundamental para sostener la vida de los seres humanos y que es desempeñado mayoritariamente por mujeres y no reconocido. Se reivindica un estado laico y una educación en igualdad,